# Amifampridin
Amifampridin ist ein Arzneistoff aus der Gruppe der reversiblen Kaliumkanal-Blocker, der u. a. zur Behandlung der Muskelschwäche beim myasthenischen Lambert-Eaton-Syndroms (LEMS) eingesetzt wird. Chemisch ist der Stoff den Aminopyridinen zuzuordnen.

## Klinische Angaben

### Zugelassenes Anwendungsgebiet
Amifampridin ist in der Europäischen Union (EU) und in der Schweiz zur symptomatischen Behandlung des myasthenischen Lambert-Eaton-Syndroms (LEMS) bei Erwachsenen zugelassen.

### Weitere mögliche Anwendungsgebiete
Im Rahmen von Individualrezepturen kommt Amifampridin auf ärztliche Verordnung ferner in weiteren Indikationen zur Anwendung, wie:
- präsynaptisch bedingte angeborene Myasthenie-Syndrome
- Multiple Sklerose
- Rückenmarksschädigungen
- Störungen der Augenbewegungen
- Vergiftungen mit Calciumantagonisten
- Botulismus.

Eine Wirksamkeit für diese Anwendungsgebiete lässt sich aus der Literatur nicht oder nur bedingt ableiten.

### Wechselwirkungen mit anderen Medikamenten
Wechselwirkungen mit anderen Medikamenten wurden nicht systematisch untersucht. Aufgrund des Wirkungsmechanismus von Amifampridin besteht jedoch bei gleichzeitiger Anwendung von Wirkstoffen, die bekanntermaßen eine QT-Verlängerung hervorrufen (z. B. Sultoprid, Disopyramid, Cisaprid, Domperidon, Rifampicin, Ketoconazol) das Risiko für eine ventrikuläre Tachykardie, insbesondere für Torsades de pointes.

### Unerwünschte Wirkungen
Zu den häufigeren unerwünschten Wirkungen zählen Parästhesien, Kopfschmerzen, Schwindel, Angst, Müdigkeit, Übelkeit und Schlafstörungen. Bei höheren Dosierungen kann es zum Auftreten von Krampfanfällen, Chorea oder Myoklonie kommen.

## Pharmakologische Eigenschaften

### Wirkungsmechanismus
Amifampridin blockiert spannungsabhängige Kaliumkanäle reversibel. Der Wirkstoff verhindert so, dass Kaliumionen die Nervenzellen verlassen. Daher verlängert Amifampridin die Depolarisation am präsynaptischen Ende der Nervenzellen. Die Verlängerung der Depolarisation erhöht wiederum mittelbar die Freisetzung des Botenstoffs Acetylcholin in die Synapsen hinein und ermöglicht eine verbesserte Muskelkontraktion.

### Toxikologie
Amifampridin wurde bislang nur in beschränktem Umfang toxikologisch untersucht. Vierwöchige Untersuchungen an Ratten und Hunden zeigten mögliche Auswirkungen auf das Zentralnervensystem, Leber, Niere, Muskulatur und die Reizleitung am Atrioventrikularknoten des Herzens. Studien über vier Wochen hinaus sowie Studien zu möglichen Auswirkungen auf Fortpflanzung und Tumorbildung fehlen. Amifampridin ist nicht genotoxisch.

## Entwicklungsgeschichte
Amifampridin wird seit den 1980er Jahren zur Behandlung des LEMS und anderer neuromuskulärer Krankheiten eingesetzt. Dabei kam der Wirkstoff zumeist in Form der freien Base zum Einsatz.
Amifampridin hatte in der EU von 2002 bis 2019 einen Status als Arzneimittel für seltene Leiden. Ende 2009 erhielt die Firma BioMarin (Novato, USA) die EU-Zulassung für das Fertigarzneimittel Firdapse. Der Wirkstoff in Firdapse ist das Phosphatsalz des Amifampridins, Amifampridinphosphat. Die Zulassung wurde unter »außergewöhnlichen Umständen« erteilt, da die europäische Zulassungsbehörde davon ausging, dass die Seltenheit der Krankheit LEMS es dem Hersteller nicht ermöglichte, die üblichen Informationen zu Wirksamkeit, Sicherheit und Verträglichkeit vorzulegen. Die Zulassung stützte sich hauptsächlich auf Angaben aus wissenschaftlichen Fachliteratur.

## Kosten
Im Deutschland wird Amifampridin als NRF 22.3-Rezeptur in Kapseln mit 5 Milligramm (andere Stärken auch herstellbar) in Apotheken hergestellt (Kosten hier für 500 Stück mit 5 Milligramm 639 Euro) oder als Fertigarzneimittel Firdapse (Kosten hier für 100 Stück mit 10 Milligramm 2893,03 Euro) nach Verschreibung durch einen Arzt in Apotheken zubereitet/abgegeben (Stand 2009). Für die zugelassene Höchstdosis von 60 mg pro Tag lagen die jährlichen Kosten für die Apothekenzubereitungen zumeist unter 3.000 Euro während die jährlichen Kosten für das Fertigarzneimittels Firdapse bei Einnahme der Tageshöchstdosis in Deutschland knapp 64.000 Euro betragen. Ähnliche Preisanstiege in Großbritannien veranlassten namhafte britische Neurologen, einen offenen Protestbrief an den britischen Premierminister zu senden.

## Handelsnamen
Der Handelsname des in der EU zugelassenen Fertigarzneimittels ist Firdapse, nachdem zunächst der Name Zenas vorgesehen war; auch in der Schweiz unter Firdapse kommerzialisiert.